# Жондза (гміна Якубув)
Жондза (пол. Rządza) — село в Польщі, у гміні Якубув Мінського повіту Мазовецького воєводства.
Населення — 292 особи (2011).
У 1975-1998 роках село належало до Седлецького воєводства.

## Демографія
Демографічна структура станом на 31 березня 2011 року:
|          | Загалом | Допрацездатний вік | Працездатний вік | Постпрацездатний вік |
| -------- | ------- | ------------------ | ---------------- | -------------------- |
| Чоловіки | 152     | 43                 | 95               | 14                   |
| Жінки    | 140     | 26                 | 85               | 29                   |
| Разом    | 292     | 69                 | 180              | 43                   |